# Internationaal Tsjaikovski-concours
Het Internationaal Tsjaikovski-concours is een van de meest prestigieuze wedstrijden voor klassieke muziek in de wereld.

## Geschiedenis
Het concours, vernoemd naar de Russische componist Pjotr Iljitsj Tsjaikovski, vindt sinds 1958 elke vier jaar in Moskou plaats. In 2006 werd de wedstrijd verzet en vond deze een jaar later plaats, in 2007.
De organisatie voerde vanaf 2007 aanzienlijke wijzigingen in het concours door om het hoge niveau te handhaven. Vanaf dit jaar (i) verleende de organisatie assistentie bij het organiseren van wereldwijde concerten voor de winnaars, (ii) werd het gesloten systeem van het stemmen van de jury openbaar gemaakt en (iii) werd de wedstrijd uitgezonden op internet.
Oorspronkelijk was het concours alleen opgezet voor pianisten en violisten. Cellisten werden eraan toegevoegd vanaf de tweede wedstrijd in 1962, zangers en zangeressen vanaf de derde in 1966. Sinds 1990 is er ook een wedstrijd voor vioolbouwers (voor zowel het vakmanschap in het bouwen van de viool, de altviool als de cello).
Het concours wordt georganiseerd door een comité van prominente Russische musici onder toezicht van het Russisch Staatsbedrijf voor Concerten (Sodroezjestvo). Bekende solisten, professoren, muziekdirecteuren en eerdere winnaars van de wedstrijd worden geselecteerd voor de jury om de uitvoeringen te beoordelen en de prijzen toe te kennen.
Drie voorronden worden in de maand juni gehouden. Tegenwoordig worden er 26 prijzen uitgereikt: zes in iedere instrumentale categorie en vier voor de zowel de zangers als de zangeressen. Het kan voorkomen dat de eerste prijs niet wordt toegekend of wordt gedeeld door meerdere deelnemers. Hetzelfde geldt voor de andere prijzen. In concoursen die gehouden werden voor 2007 werden er in totaal acht prijzen uitgereikt.

## Eersteprijswinnaars

### Piano
- 1958: Van Cliburn
- 1962: Vladimir Asjkenazi en John Ogdon deelden de eerste prijs.
- 1966: Grigori Sokolov
- 1970: Vladimir Krainev en John Lill deelden de eerste prijs.
- 1974: Andrej Gavrilov
- 1978: Michail Pletnjov
- 1982: Geen eerste prijs toegekend. Peter Donohoe en Vladimir Ovchinnikov deelden de tweede prijs.
- 1986: Barry Douglas
- 1990: Boris Berezovski
- 1994: Geen eerste prijs toegekend. Nikolaj Loeganski won de tweede prijs.
- 1998: Denis Matsoejev
- 2002: Ayako Uehara
- 2007: Geen eerste prijs toegekend. Miroslav Koeltysjev won de tweede prijs.
- 2011: Daniil Trifonov
- 2015: Dmitri Maslejev
- 2019: Alexandre Kantorow

### Viool
- 1958: Valeri Klimov
- 1962: Boris Goetnikov en Shmuel Ashkenasi
- 1966: Viktor Tretjakov
- 1970: Gidon Kremer
- 1974: Geen eerste prijs toegekend. Eugene Fodor, Roeben Agaranjan en Roesoedan Gvasalija deelden de tweede prijs.
- 1978: Elmar Oliveira en Ilya Grubert deelden de eerste prijs, Dylana Jenson deelde de tweede prijs.
- 1982: Viktoria Mullova en Sergej Stadler deelden de eerste prijs.
- 1986: Raphaël Oleg en Ilja Kaler deelden de eerste prijs.
- 1990: Akiko Suwanai
- 1994: Geen eerste prijs toegekend. Anastasia Tsjebotareva en Jennifer Koh deelden de tweede prijs.
- 1998: Nikolaj Satsjenko
- 2002: Geen eerste prijs toegekend. Tamaki Kawakubo en Chen Xi deelden de tweede prijs.
- 2007: Mayuko Kamio
- 2011: Geen eerste prijs toegekend. Sergej Dogadin en Itamar Zorman deelden de tweede prijs.
- 2015: Geen eerste prijs toegekend. Yu-Chien Tseng won de tweede prijs.

### Cello
- 1962: Leslie Parnas en Natalia Sjachovskaja deelden de tweede prijs.
- 1966: Karine Georgian
- 1970: Dovydas Geringas
- 1974: Boris Pergamensjtsjikov
- 1978: Nathaniel Rosen
- 1982: Antonio Meneses
- 1986: Mario Brunello
- 1990: Gustav Rivinius
- 1994: Geen eerste, tweede en derde prijs toegekend. Eileen Moon and Georgi Gorjunov deelden de vierde prijs.
- 1998: Denis Sjapovalov
- 2002: Geen eerste prijs toegekend. Johannes Moser won de tweede prijs.
- 2007: Sergej Antonov
- 2011: Narek Hakhnazaryan
- 2015: Andrei Ioniță

### Zangers
- 1966: Vladimir Atlantov
- 1970: Jevgeni Nesterenko
- 1974: Ivan Ponomarenko
- 1978: Geen eerste prijs toegekend. Valentin Pivovarov en Nikita Storozjev deelden de tweede prijs.
- 1982: Paata Burchchuladze
- 1986: Grigori Gritsjoek
- 1990: Hans Choi
- 1994: Yuan Cheng-ye
- 1998: Besik Gabitashvili
- 2002: Michail Kazakov
- 2007: Oleksandr Tsymbaljoek
- 2011: Park Jong-min
- 2015: Ariunbaatar Ganbaatar

### Zangeressen
- 1966: Jane Marsh
- 1970: Yelena Obraztsova
- 1974: Geen eerste prijs toegekend. Ljoedmila Sergijenko, Sylvia Sass en Stefka Evstatieva deelden de tweede prijs.
- 1978: Ljoedmyla Sjemtsjoek
- 1982: Lidija Zabiljasta
- 1986: Natalija Erasova
- 1990: Deborah Voigt
- 1994: Marina Lapina. Hibra Gerzmawa won de Grote Prijs.
- 1998: Mieko Sato
- 2002: Aitalina Afanasieva-Adamova
- 2007: Albina Shagimuratova
- 2011: Seo Son-jong
- 2015: Joelia Matotsjkina